# Woche heute
Woche heute ist eine wöchentlich erscheinende Frauenzeitschrift, die vom Pabel-Moewig Verlag (einem Tochterunternehmen der Bauer Media Group) herausgegeben wird. Redaktionssitz ist Rastatt. Chefredakteur ist Dirk Hentschel.

## Zielgruppe, Inhalt und Schwerpunkte
Woche heute wendet sich an Leserinnen ab 45 Jahren. Schwerpunkte sind Berichte und Reportagen aus der Welt der Stars und des Adels, Ratgeber zu klassischen Frauenthemen wie Mode, Kosmetik und Wellness sowie Rätsel und Gewinnspiele. Im Vergleich zu anderen Zeitschriften dieses Segments zeichnet sich Woche heute außerdem durch einen besonders ausführlichen Medizinteil aus.

## Auflage
Woche heute erreicht eine verbreitete Auflage von 64.489 Exemplaren (Stand: IVW 4/2024).